# Sorianello
Sorianello là một đô thị ở tỉnh Vibo Valentia trong vùng Calabria, có cự ly khoảng 45 km về phía tây nam của Catanzaro và khoảng 15 km về phía đông nam của Vibo Valentia. Tại thời điểm ngày 31 tháng 12 năm 2004, đô thị này có dân số 1.455 người và diện tích là 9,7 km².
Sorianello giáp các đô thị: Gerocarne, Pizzoni, Simbario, Soriano Calabro, Spadola.